# Ramasse-miettes (informatique)
Pour les articles homonymes, voir Ramasse-miettes.

Illustration d'un ramasse-miette compactant.

En informatique, un ramasse-miettes, ou récupérateur de mémoire, ou nettoyeur de mémoire, ou nettoyeur, ou glaneur de cellules (en anglais garbage collector, abrégé en GC), est un sous-système  de gestion automatique de la mémoire. Il est responsable du recyclage de la mémoire préalablement allouée puis inutilisée.

## Historique
Lorsqu'un système dispose d'un ramasse-miettes, ce dernier fait généralement partie de l'environnement d'exécution associé à un langage de programmation particulier. Le ramassage des miettes a été inventé par John McCarthy comme faisant partie du premier système Lisp et le premier programme de ramasse-miettes a été écrit par son étudiant Daniel J. Edwards.
Le terme français de ramasse-miettes apparaît vers 1970 dans les communications de Claude Pair aux écoles d'été de l'AFCET ainsi qu'à la même époque dans ses cours d'informatique à l'université de Nancy. Il est rapidement adopté les années suivantes par Jean-Claude Derniame (Nancy), Louis Bazerque (Toulouse), Jean Cea (Nice), Jean-Pierre Verjus (Rennes), Claude Hans (Grenoble), Olivier Lecarme (Montréal) et Jacques Arsac (Paris).

## Définition et fonctionnement
Le principe de base de la récupération automatique de la mémoire consiste : 
- à déterminer quels objets ne peuvent plus être utilisés par le programme ;
- et à récupérer l'espace utilisé par ces objets.

Il n'est pas toujours possible de déterminer à l'avance (avant exécution) à quel moment un objet ne sera plus utilisé. En effet, les instructions qui seront exécutées dépendent des données en entrée, et aussi de la structure du programme qui peut être complexe. Il s'agit même d'un problème indécidable comme conséquence immédiate du théorème de Rice. Cependant, il est possible de découvrir au moment de l'exécution que certains objets ne peuvent plus être utilisés. En effet, un objet sur lequel le programme ne maintient plus de référence, donc devenu inaccessible, ne sera plus utilisé. Cependant, le contraire n'est pas vrai : le fait qu'il existe une référence vers un objet ne signifie pas obligatoirement qu'il sera utilisé.
Lorsque les langages sont typés, les récupérateurs peuvent correctement identifier toutes les références à un objet : ils sont appelés des récupérateurs exacts.
Dans le cas des langages faiblement typés, les récupérateurs sont conservatifs : le ramasse-miettes doit présumer que n'importe quelle suite de bits en mémoire interprétée comme un pointeur est une référence accessible. En effet, les langages faiblement typés ne permettent pas complètement à un observateur extérieur à l'application en cours d'exécution — ce qui est la situation du ramasse-miettes — de déterminer le type des objets, et donc de connaître leur taille et l'emplacement des pointeurs qu'ils peuvent contenir. Un ramasse-miettes conservatif considère toutes les hypothèses plausibles compatibles avec ce qu'il sait des typages possibles et de l'organisation de la mémoire. De ce fait, il peut y avoir des faux positifs et le ramasse-miettes est incomplet.

### Principe d'accessibilité d'un objet
Les ramasse-miettes utilisent un critère d'accessibilité pour déterminer si un objet peut être potentiellement utilisé. Les principes sont :
- un ensemble distinct d'objets accessibles : ce sont les racines. Dans un système typique ces objets sont les registres machine, la pile, le pointeur d'instruction, les variables globales. En d'autres termes tout ce qu'un programme peut atteindre directement.
- tout objet référencé depuis un objet accessible est lui-même accessible ;

Dit autrement : un objet accessible peut être obtenu en suivant une chaîne de pointeurs ou de références. Bien évidemment, un tel algorithme est une approximation conservatrice de l'objectif idéal de libération de toutes les valeurs (ou plutôt zones mémoire) ne servant plus : certaines valeurs peuvent fort bien être accessibles depuis les racines mais ne plus jamais être utilisées. Cet objectif idéal est jugé trop complexe : déterminer quelles valeurs serviront dans le futur est équivalent au problème de l'arrêt (indécidabilité de l'arrêt, et par extension, du nombre de passages à un endroit donné - et des ressources mémoires associées, à cause de boucles, sauts, etc.), non soluble dans les cas d'une mémoire infinie. D'autre part, le comportement du programme dépend des données en entrée, par définition non connues à l'avance.
Cette approximation conservatrice est la raison de la possibilité de fuites de mémoire, c'est-à-dire de l'accumulation de blocs de mémoire qui ne seront jamais réutilisés, mais jamais libérés non plus au long de l'exécution du programme : un programme peut conserver un pointeur sur une structure de données qui ne sera jamais réutilisée. Il est pour cette raison recommandé de libérer (autrement dit autoriser le recyclage) les structures inutilisées et leurs pointeurs, afin d'éviter de conserver des références inutiles. Pour des raisons de modularité, les couches conceptuelles où l'inutilité est constatée ne sont cependant pas toujours celles où la libération peut s'effectuer sans danger.

### Algorithmes de base
On distingue trois familles d'algorithmes :
- les algorithmes à comptage de références. Ces algorithmes maintiennent pour chaque objet un compteur indiquant le nombre de références sur cet objet. Si le compteur d'un objet devient nul, il peut être recyclé ;
- les algorithmes traversants. Ces algorithmes traversent le graphe des objets accessibles en partant des racines pour distinguer ces objets accessibles (à conserver) des autres objets considérés donc comme inaccessibles (à recycler) ;
- les algorithmes à générations.

La famille des algorithmes traversants est souvent décomposée en deux sous-familles : 
- les algorithmes marquants et nettoyants (mark and sweep collector en anglais) ;
- les algorithmes copiants (copy collector en anglais), dont l'archétype est l'algorithme de Cheney (en).

En fait, certains algorithmes peuvent combiner diverses méthodes traversantes car elles suivent toutes un modèle abstrait commun.

## Comptage de références
Une solution qui vient vite à l'esprit pour la libération automatique de zones de mémoire est d'associer à chacune un compteur donnant le nombre de références qui pointent sur elle. Ces compteurs doivent être mis à jour à chaque fois qu'une référence est créée, altérée ou détruite. Lorsque le compteur associé à une zone mémoire atteint zéro, la zone peut être libérée. Cette méthode est très efficace dans la plupart des cas.[réf. nécessaire]
Cependant, cette technique a un inconvénient lors de l'usage de structures cycliques : si une structure A pointe sur une structure B qui pointe sur A (ou, plus généralement, s'il existe un cycle dans le graphe des références), mais qu'aucun pointeur extérieur ne pointe ni sur A ni sur B, les structures A et B ne sont jamais libérées : leurs compteurs de références sont strictement supérieurs à zéro (et comme il est impossible que le programme accède à A ou B, ces compteurs ne peuvent jamais repasser à zéro).
En raison de ces limites, certains considèrent que le comptage de références n'est pas une technique de récupération de mémoire à proprement parler ; ils restreignent le terme de récupération de mémoire à des techniques basées sur l'accessibilité.
En plus de l'impossibilité de gérer les références circulaires, ce système souffre d'autres problèmes sérieux, comme son coût élevé en temps de calcul et aussi en espace mémoire. Pour chaque zone mémoire allouée, il faut en effet maintenir à jour le nombre de références qui y accèdent, ce qui nécessite quelques octets supplémentaires spécifiquement destinés à cet usage. D'un autre côté, il récupère les « miettes » assez rapidement, ce qui présente des avantages s'il y a des destructeurs à exécuter pour libérer les ressources rares (sockets…) autres que le tas (mémoire).
Des systèmes hybrides utilisant le comptage de références pour obtenir la libération quasi immédiate des ressources, et appelant à l'occasion un récupérateur de type Mark and Sweep pour libérer les objets contenant des cycles de références, ont été proposés et parfois implémentés. Cela donne le meilleur des deux mondes, mais toujours au prix d'un coût élevé en matière de performances[réf. nécessaire].

## Les ramasse-miettes traversants

### Modélisation des algorithmes traversants
Les algorithmes traversants peuvent être modélisés à l'aide de l'abstraction des trois couleurs, publiée par Dijkstra, Lamport et al. en 1978.
L'abstraction des trois couleurs permet de décrire l'avancement d'un cycle de ramassage. Au cours d'un cycle de ramassage, les objets peuvent prendre successivement trois couleurs :
- les objets blancs sont les objets que le ramasse-miette n'a pas encore vus. Au début d'un cycle, tous les objets sont blancs ;
- les objets gris sont les objets que le ramasse-miettes a vus, mais pas encore traversés. Pour commencer un cycle, le ramasse-miettes colorie les objets-racines en gris.
- les objets noirs sont les objets que le ramasse-miettes a traversés.

À chaque itération de la boucle principale d'un algorithme traversant, le ramasse-miettes choisit un objet gris, le colorie en noir et colorie tous ses objets fils blancs en gris. L'algorithme se termine quand il n'y a plus d'objets gris. Les objets sont alors soit blancs soit noirs. Les blancs ne sont pas accessibles à partir des objets racines et peuvent donc être recyclés : l'espace qu'ils occupent est récupéré. A contrario, les objets noirs sont accessibles et sont donc conservés.

### Implémentation des algorithmes traversants
Les différences entre les algorithmes traversants sont souvent fondées sur la façon dont la coloration des objets est réalisée en pratique dans l'implémentation des ramasse-miettes. Les méthodes les plus courantes sont l'utilisation de bits de coloration placés dans les objets ou dans des cartes de la mémoire, l'utilisation de listes d'objets correspondant à une couleur donnée, ou la détermination de la couleur en fonction de la zone de mémoire où l'objet se trouve, ce qui peut nécessiter de le recopier.
Par exemple on peut réaliser un algorithme marquant et nettoyant classique en utilisant pour chaque objet un bit qui est à 0 pour les objets blancs, et à 1 pour les objets gris ou noirs. Les objets gris sont distingués des noirs en listant leurs adresses, ce qui facilite le choix d'un objet gris au début de chaque itération et la détermination de la fin du cycle de récupération par absence d'objets gris. Mais, au lieu d'une liste, on pourrait aussi utiliser un deuxième bit pour chaque objet.
Au lieu de ce bit (ou ces bits), on peut recopier les objets reconnus comme accessibles (donc gris, puis noirs) dans une zone de mémoire nouvelle, l'espace de copie, réservée à cet effet. La distinction entre blanc d'une part et gris ou noir d'autre part se fait alors en regardant dans quelle zone l'objet est rangé. On réalise ainsi un algorithme copiant. La distinction entre gris et noir peut être faite par une liste d'adresses, par un bit de coloration, ou en bi-partitionnant l'espace de copie. Dans ce dernier cas, le plus simple consiste à utiliser un unique pointeur qui indique l'adresse de la frontière entre les objets noirs et les gris, frontière que l'on déplace à mesure que les objets gris sont traités.

### Avantages et inconvénients
Un avantage des ramasse-miettes copieurs est que la libération de l'espace des objets blancs (morts) se fait d'un coup en récupérant la zone ancienne : le coût d'un cycle du ramasse-miettes est donc proportionnel au nombre d'objets vivants. Ceci est particulièrement utile quand il y a beaucoup d'objets alloués, dont la plupart sont temporaires et meurent rapidement. En outre, tous les objets vivants sont rassemblés, et l'espace pour les nouveaux objets peut être alloué facilement à partir d'un unique bloc, quelle que soit la taille de l'objet désiré. Par contre, le déplacement des objets lors de la copie impose la mise à jour des pointeurs vers ces objets, ce qui a un coût et peut être complexe dans le cas des variantes incrémentielles ou concurrentes, car l'application doit pouvoir trouver les objets et suivre les pointeurs en dépit du fait que le ramasse-miettes les déplace. Par ailleurs, l'algorithme impose à l'application de n'utiliser en principe qu'une moitié de la mémoire, l'autre moitié étant réservée à la copie du prochain cycle de ramassage et à l'allocation de mémoire entre ce cycle et le suivant : la moitié de mémoire utilisée par l'application change à chaque cycle de ramassage.
Les ramasse-miettes marquants et nettoyants ne posent pas de problème de localisation des objets dû à leur déplacement. En outre, ils permettent d'utiliser la mémoire entière, au lieu de se limiter à une moitié. Cependant, la récupération impose une phase de balayage de toute la mémoire pour récupérer l'espace des objets inaccessibles (et donc toujours blancs). Le coût de cette phase est proportionnel à la taille de la zone mémoire utilisée, passant sur tous les objets accessibles ou non. Cela peut être très coûteux par rapport à la phase de marquage si la plupart des objets sont devenus inaccessibles. Par ailleurs, la mémoire disponible n'est pas récupérée en un seul morceau, mais sous forme d'une collection de fragments de tailles variables. La gestion de ces fragments et leur usage optimal en fonction de leur taille pour allouer de l'espace à de nouveaux objets peut être complexe, surtout si l'application utilise des objets de taille variable. C'est pourquoi certaines implémentations prévoient également une phase de compactage de la mémoire à la fin de chaque cycle de ramassage ou combinent ce compactage avec la phase de balayage. Cependant le compactage requiert un déplacement des objets, avec les mêmes problèmes que pour les algorithmes copieurs.

### Variantes et améliorations fonctionnelles des ramasse-miettestraversants
Les algorithmes de base peuvent être implémentés selon diverses variantes.
- Les ramasse-miettes bloquants (en anglais stop-the-world) arrêtent l'application (ou le système) pour la durée d'un cycle de collection entier.
- Les ramasse-miettes incrémentiels permettent d'exécuter des pas d'un cycle en alternance avec l'exécution de l'application
- Les algorithmes dits concurrents s'exécutent parallèlement à l'application. Les algorithmes de ce type ne peuvent s'exécuter que sur des machines avec plusieurs processeurs. Les problèmes diffèrent selon que ces processeurs partagent ou non leur espace mémoire.
- Les ramasse-miettes peuvent également opérer sur un mode réparti, sur des réseaux locaux ou non.

## Récupérateur à générations ougenerational GCen anglais
Toutes les données d'un programme n'ont pas la même durée de vie. Certaines sont éliminables très peu de temps après leur création (par exemple, une structure de données créée uniquement pour retourner une valeur d'une fonction, et démantelée dès que les données en ont été extraites). D'autres persistent pendant toute la durée d'exécution du programme (par exemple, des tables globales créées pendant l'initialisation). Un ramasse-miettes traitant toutes ces données de la même façon n'est pas forcément des plus efficaces.
Une solution serait de demander au programmeur d'étiqueter les données créées selon leur durée de vie probable. Cependant, cette solution serait lourde à utiliser ; par exemple, il est courant que les données soient créées dans des fonctions de bibliothèque (par exemple, une fonction créant une table de hachage), il faudrait leur fournir les durées de vie en paramètre.
Une méthode moins invasive est le système des générations. Le ramasse-miettes opère alors sur une hiérarchie de plusieurs générations, étagées de la plus « jeune » à la plus « âgée ». Les données nouvellement créées sont (en général) placées dans la génération la plus jeune. On ramasse assez fréquemment les miettes dans cette génération jeune ; les données encore présentes à l'issue de la destruction des données inaccessibles de cette génération sont placées dans la génération d'âge supérieur, et ainsi de suite. L'idée est que les données de plus courte durée de vie n'atteignent, pour la plupart, pas la génération supérieure (elles peuvent l'atteindre si elles viennent d'être allouées quand le ramassage de miettes les repère dans la génération jeune, mais c'est un cas rare).
On utilise généralement 2 ou 3 générations, de tailles croissantes. Généralement, on n'utilise pas le même algorithme de ramasse-miettes pour les diverses générations. Il est ainsi courant d'utiliser un algorithme non incrémentiel pour la génération la plus jeune : en raison de sa faible taille, le temps de ramasse-miettes est faible et l'interruption momentanée de l'exécution de l'application n'est pas gênante, même pour une application interactive. Les générations plus anciennes sont plutôt ramassées avec des algorithmes incrémentiels.
Le réglage des paramètres d'un ramasse-miettes à génération peut être délicat. Ainsi, la taille de la génération la plus jeune peut influencer de façon importante le temps de calcul (un surcoût de 25 %, par exemple, pour une valeur mal choisie) : temps de ramasse-miettes, impact sur la localité du cache… Par ailleurs, le meilleur choix dépend de l'application, du type de processeur et d'architecture mémoire.

## Langages dotés de ramasse-miettes
- Common Lisp, Scheme, Smalltalk, OCaml, Haskell, Prolog, Oz, Io
- interpréteurs de commandes et langages de scripts comme Bash, Csh, Korn shell, etc.
- Java, Go, Objective-C, C#, Eiffel, D, CLI
- JavaScript, Ruby, ActionScript, PHP, Lua
- Python utilise un mécanisme de comptage de références doublé depuis la version 2.2 d'un ramasse-miettes Mark and Sweep pour la destruction des cycles.
- Forté 4GL (en)[réf. nécessaire]

## Avantages et inconvénients des ramasse-miettes
Les langages utilisant un ramasse-miettes permettent d'écrire des programmes plus simples et plus sûrs. La mémoire étant gérée automatiquement par l'environnement d'exécution, le programmeur est libéré de cette tâche, source de nombreuses erreurs difficiles à débusquer. La gestion manuelle de la mémoire est l'une des sources les plus courantes d'erreur.
Trois types principaux d'erreurs peuvent se produire : 
- l'accès à une zone non allouée, ou qui a été libérée ;
- la libération d'une zone déjà libérée ;
- la non-libération de la mémoire inutilisée (fuites mémoire).

Si des outils et une méthodologie appropriés permettent d'en réduire l'impact, l'utilisation d'un ramasse-miettes permet de les éliminer presque complètement (les fuites de mémoire restent possibles, notamment lors de collision d'exceptions, mais plus rares). Selon l'algorithme de ramasse-miettes utilisé, cette simplification du travail de programmation peut se faire au prix d'un impact sur les performances d'exécution, en fonction du besoin de figer l'exécution du programme pendant la collection. Un ramasse-miettes bloquant peut créer des pauses visibles dans l'exécution du programme. En conséquence, des algorithmes ont été développés pour être adaptés au temps réel souple voire strict.
Un ramasse-miettes augmente pourtant les performances d'un programme, même si sporadiquement l'inverse se produit[réf. nécessaire]. Le choix des paramètres du ramasse-miettes peut aussi altérer ou améliorer significativement les performances d'un programme. Lorsque le ramasse-miettes effectue de nombreuses opérations de copies en tâche de fond (cas de l'algorithme stop-and-copy), il tend à défragmenter la mémoire. Le ramasse-miettes peut ainsi se révéler plus rapide qu'un codage ad-hoc de l'allocation/désallocation. Les meilleures implémentations peuvent aussi optimiser l'utilisation des caches mémoires, accélérant ainsi l'accès aux données. L'opération de collection reste cependant coûteuse par construction.
Il est difficile de borner le temps d'exécution de la phase de collection des objets non atteignables, ce qui est peu acceptable pour les programmes temps réel ; un ramasse-miettes spécialisé (temps-réel) doit être utilisé pour cela, comme dans JamaicaVM, une implémentation de machine virtuelle Java.
Sans intervention du programmeur, un programme utilisant un ramasse-miettes a tendance à utiliser plus de mémoire qu'un programme où la gestion est manuelle (en admettant que, dans ce cas, il n'y a pas de fuites, d'erreur d'accès ou de libération). La technique classique de pré-allocation des objets utilisés dans des pools réduit fortement les taux d'allocation/désallocation. Dans ce cas, le ramasse-miettes fournit toujours le bénéfice d'une programmation sans erreur grave de gestion de la mémoire, ce qui permet une meilleure continuité de service.
Bien que ce ne soit pas le but d'un ramasse-miettes, son implémentation peut aussi faciliter l'implémentation de la persistance d'objet (certains algorithmes sont partagés).